# Амстердам-Рейн-канал

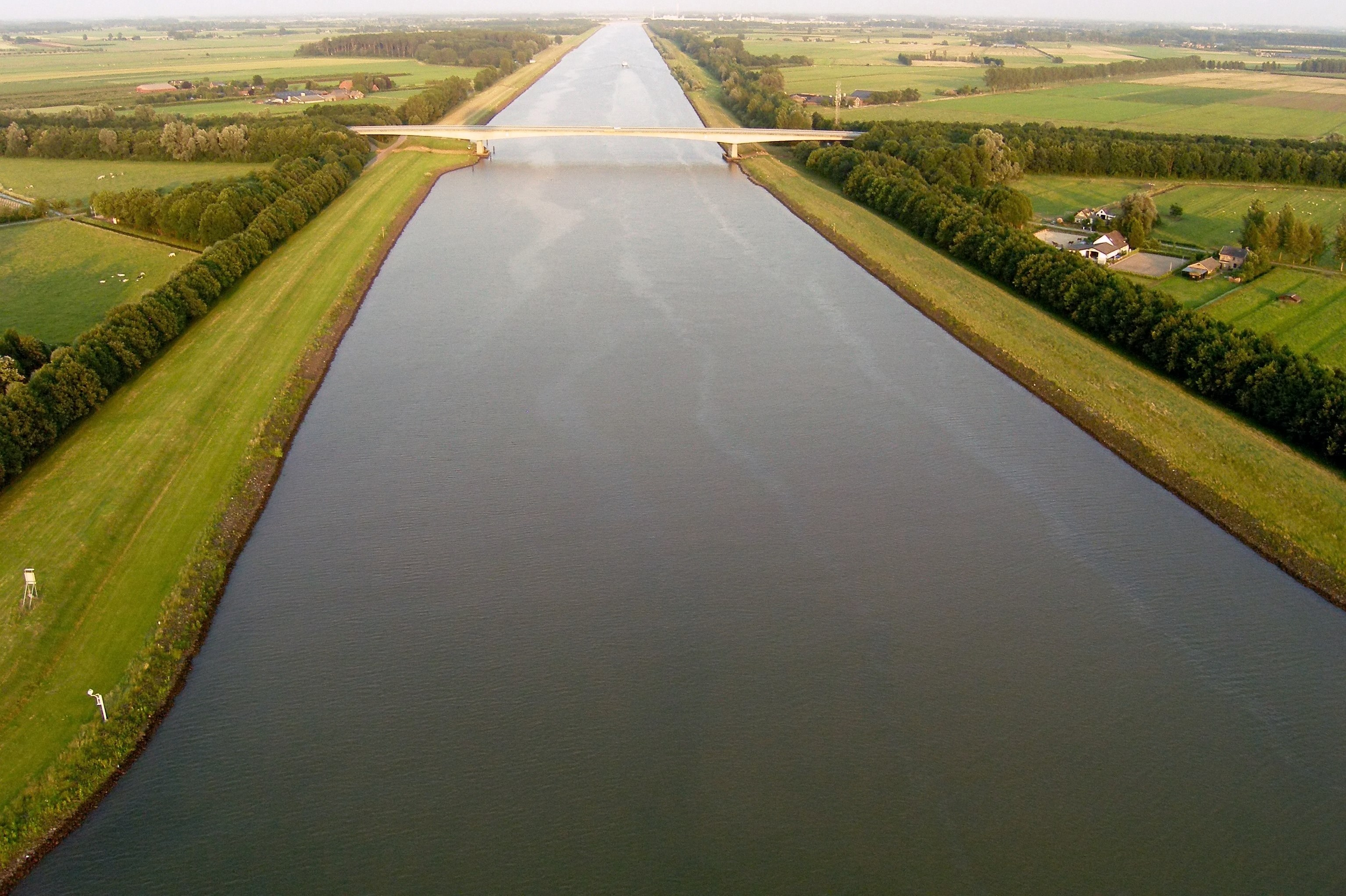

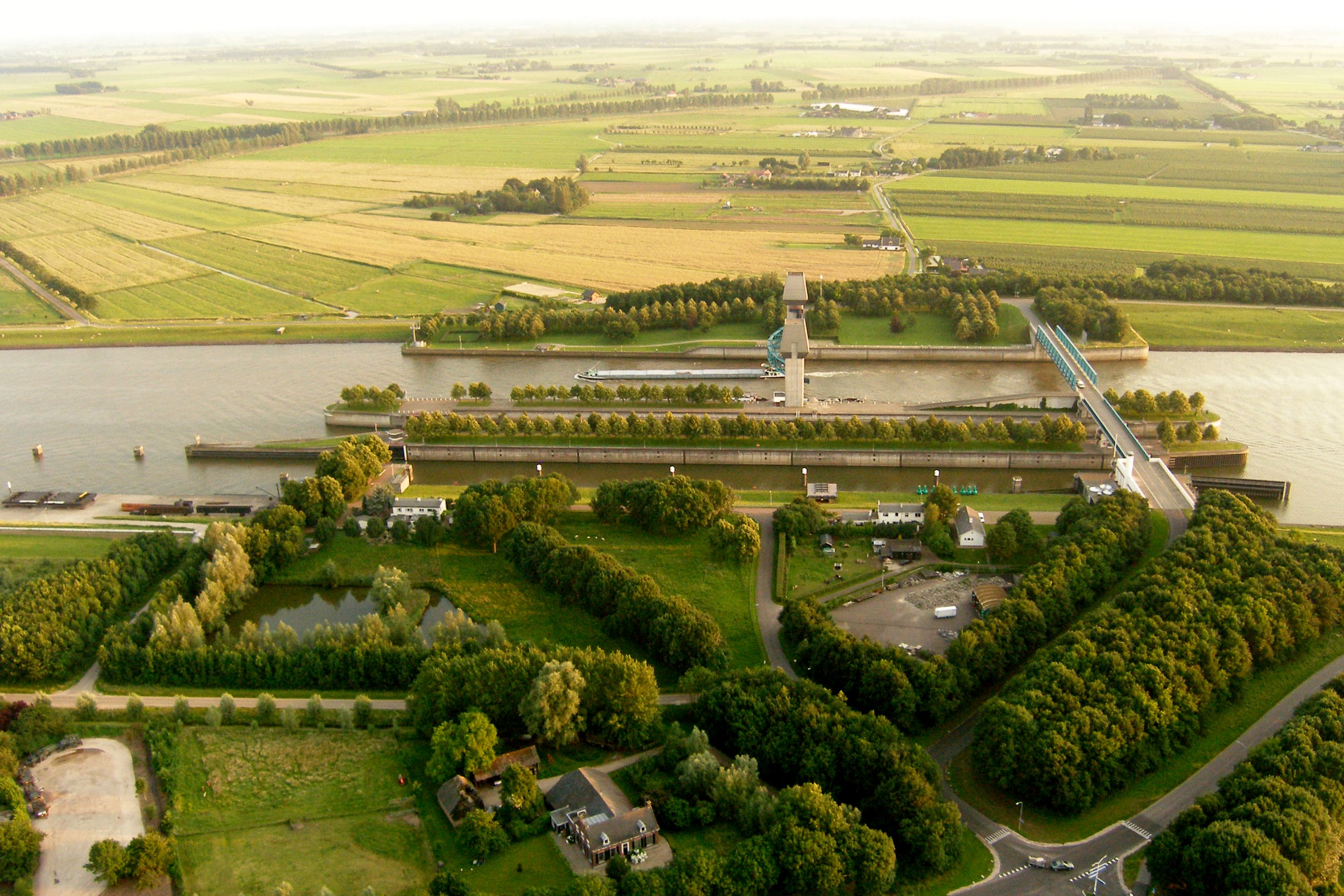
Шлюзи принцеси Марії

52°09′08″ пн. ш. 5°00′23″ сх. д. / 52.152222222222° пн. ш. 5.0063888888889° сх. д.
Амстердам-Рейн-канал (нід. Amsterdam-Rijnkanaal) — канал в Нідерландах, що зв'язує Амстердам з основним судноплавним шляхом Рейну. Канал є важливою судноплавною артерією між портом Амстердама і Рурською областю в Німеччині, а також використовується для постачання західної частини країни водними ресурсами.

## Шлях
Від амстердамської гавані Ей до Брекелена канал прямує на південь, потім повертає на південний схід і проходить через Утрехт. Після цього канал з'єднується з Мерведе-каналом, перетинає річку Лек біля Вейк-бей-Дюрстеде, потім річку Лінге і підходить до Вааль біля міста Тіл. Ширина каналу становить від 100 до 120 метрів, глибина — до 6 м.

## Історія
Коли побудований у 1892 році Мерведе-канал (від Амстердама до Горінхему) перестав відповідати зростаючим потребам судноплавства, було вирішено побудувати новий канал. Відповідний закон було прийнято у 1931 році, проте реалізація затрималася через Другу світову війну. Між Амстердамом і Утрехтом водний шлях що вже існував було розширено, а південна частина каналу була прорита заново. Відкриття каналу відбулося 21 травня 1952, в період з 1965 по 1981 рік канал було модернізовано.

## Шлюзи
- Шлюзи принцеси Марії (Равенсвай)
- Шлюзи принцеси Ірен (Вейк-бей-Дюрстеде)
- Шлюзи принца Бернарда (Тіл)

## Мости
В Амстердамі під каналом проходить тунель Піт-Хейн (Piet Heintunnel), крім того через канал побудовано багато мостів, серед яких:
- Амстердамсебрюг (Amsterdamsebrug)
- міст шосе A1
- Де-Мернбрюг (De Meernbrug)
- Хогевейдебрюг (Hogeweidebrug)
- Міст принца Клауса (Prins Clausbrug)
- міст шосе A27
- міст шосе A15

## Ресурси Інтернету
- Amsterdam-Rijnkanaal (нід.)